# 长隆欢乐世界

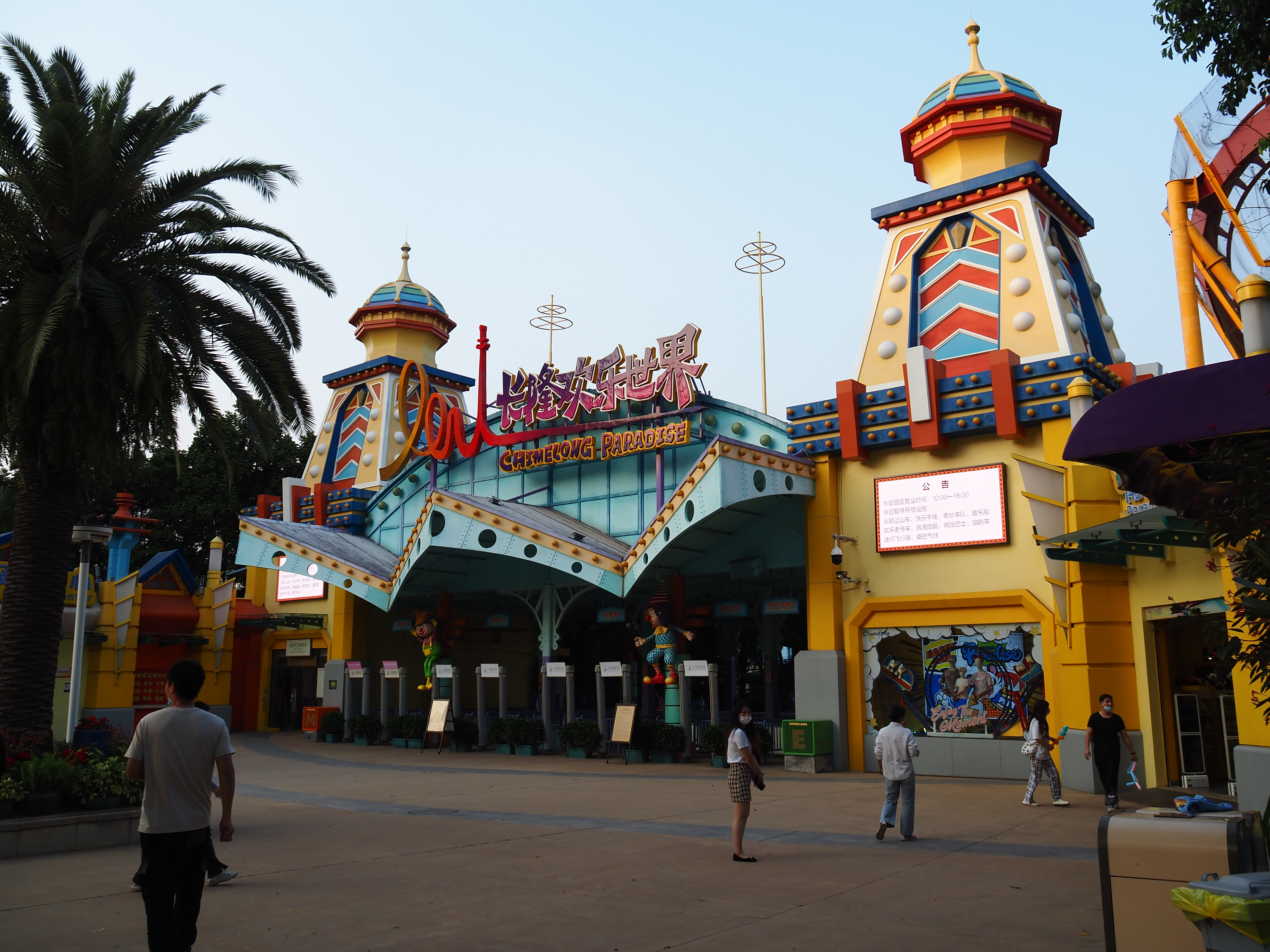
南门入口（2023年3月）

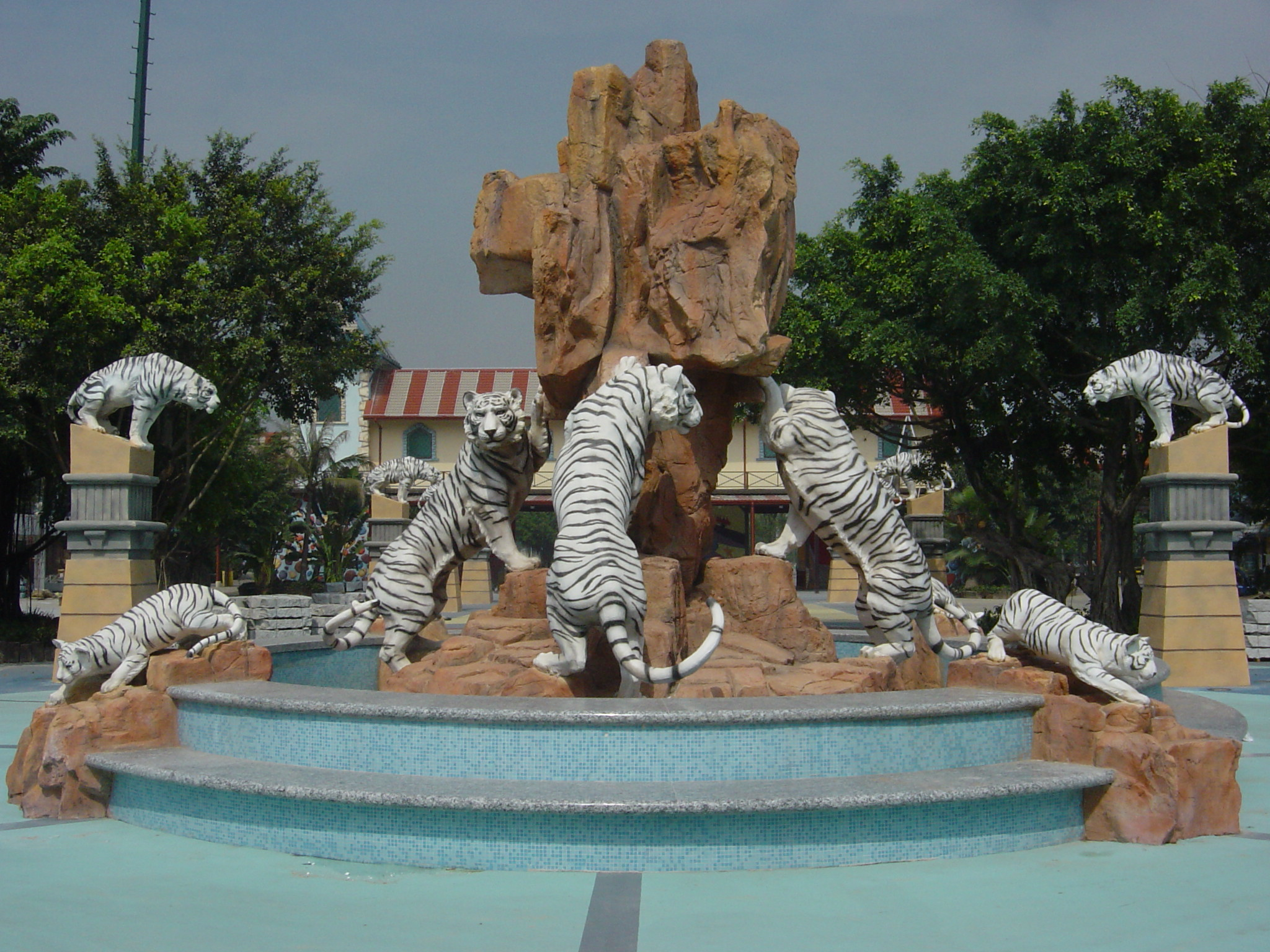
乐园入口处的喷泉

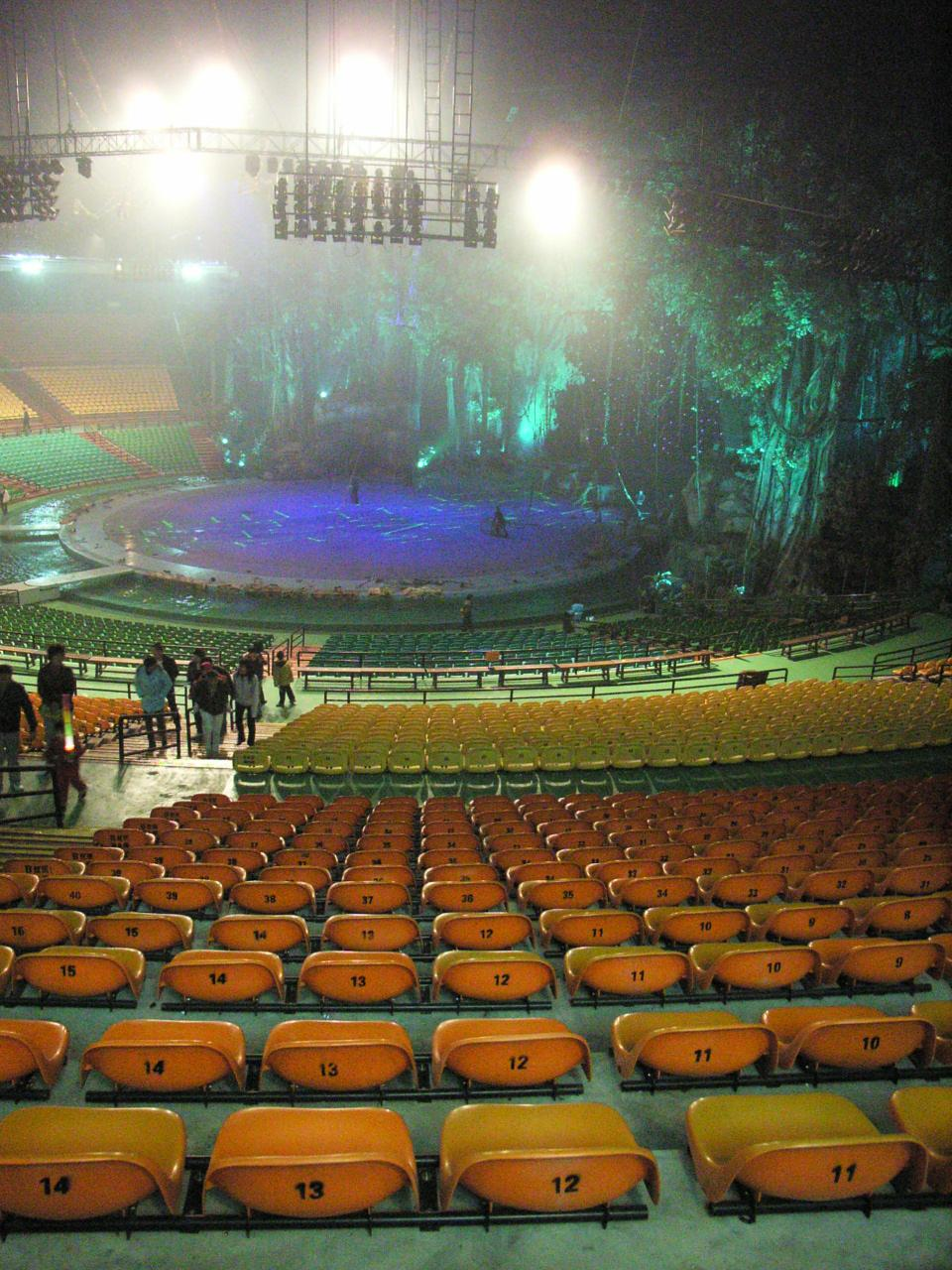
長隆大馬戲舞台

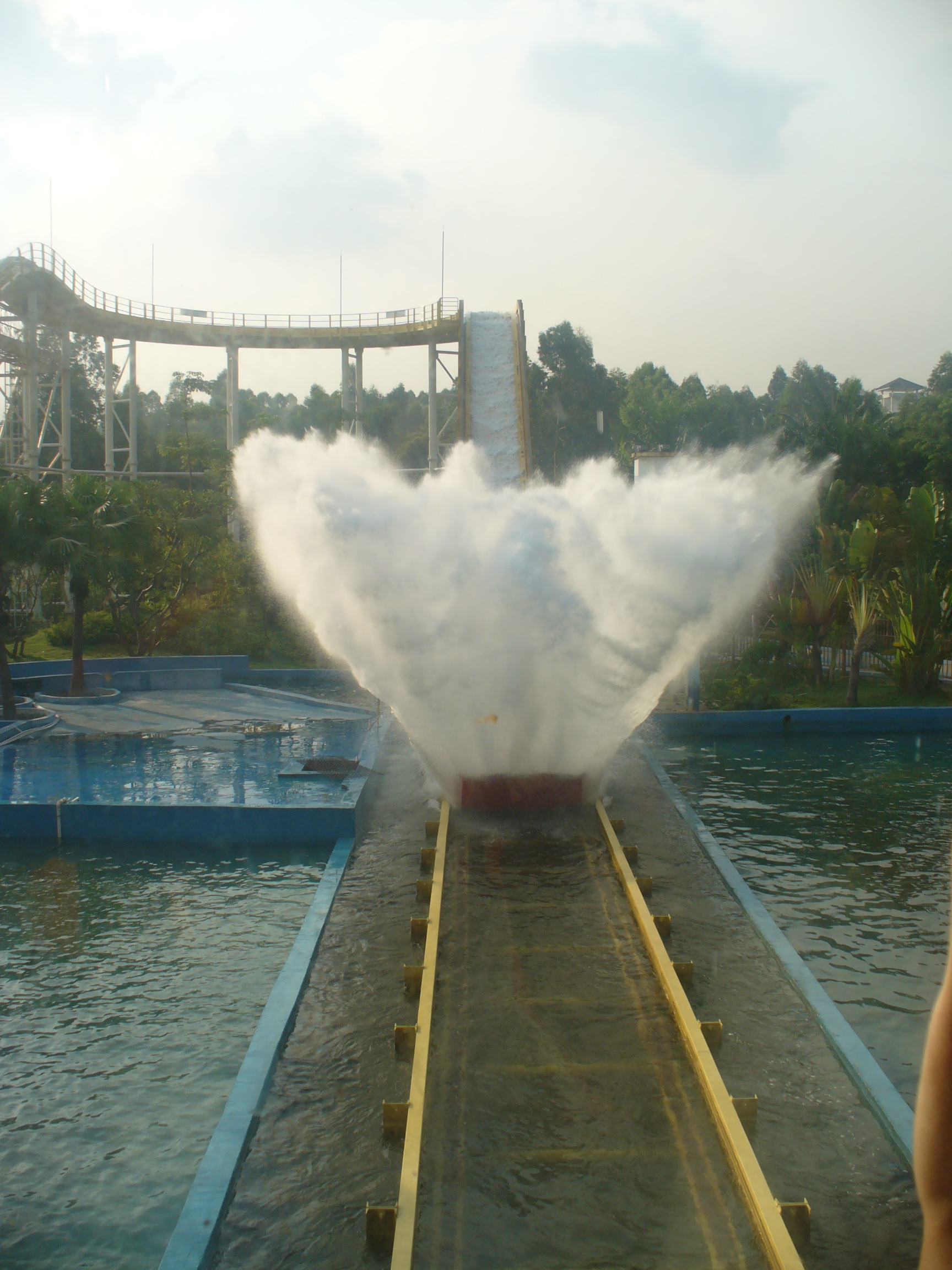
遊戲設施急流勇進衝下水的一幕

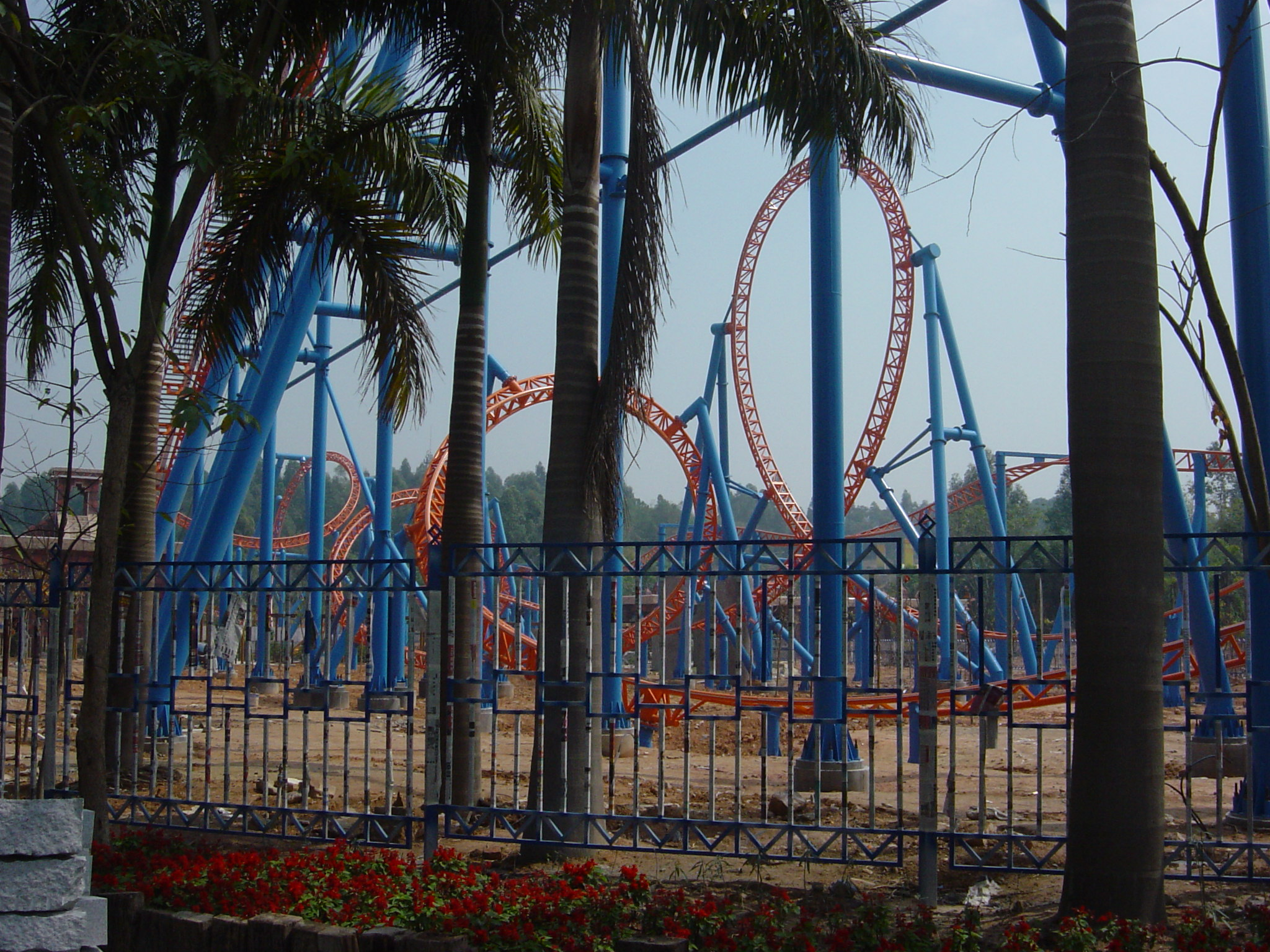
建造中十环过山车（2006年2月21日）拍摄

长隆欢乐世界位于中國廣東省廣州市番禺區大石街道，是廣州長隆旅遊度假區最大的三個組成園區之一。于2006年4月7日正式开业，是中国目前为止第四大的游乐园，次于北京環球影城、上海迪士尼乐园和上海欢乐谷，占地超过2000亩。

## 歷史
2006年3月20日，首次开放试运营；4月7日，乐园正式开业。

## 乐园设计
长隆欢乐世界由打造了佛罗里达环球影城的加拿大主题公园设计机构Forrec公司设计。乐园分为以下六大部分，另設有中心演艺广场：

### 哈比王国（国际儿童城）
- 奇妙飛車
- 飞虎队
- 空中警察
- 梦幻转马
- 蹦跳车
- 旋轉小飛機
- 桑巴气球
- 救火先锋
- 北極探險
- 快乐干线
- 击浪旋艇
- 疯狂巴士
- 歡樂跳跳
- 欢乐摩天轮
- 弹跳塔
- 开心乐园

### 尖叫地带
- 十环过山车
- 摩托过山车
- 龙卷风暴
- 大力水手

### 旋风岛
- U型滑板
- 墨西哥草帽
- 碰碰车
- 飓风飞椅
- 音乐船
- 转转杯

### 欢乐水世界
- 超级水战
- 碰碰船
- 急流勇进
- 海盜漂流

### 彩虹灣
- 超级大摆锤
- 垂直过山车

### 幻影天地
- 四維影院
- 飛馬家庭過山車
- 森林神廟
- 雨林奇觀
- 星際決戰

## 交通
- 地铁
  - 广州地铁3号线、7号线：汉溪长隆站E出口设有免费接驳巴士前往各游乐园。